# 2023年の地域リーグ (ラグビー)
2023年度（令和5年度、2023-24シーズン）におけるラグビーユニオンの各地域リーグの結果を記す。各試合の主催・主管は、それぞれ関東ラグビーフットボール協会、関西ラグビーフットボール協会、九州ラグビーフットボール協会。9月に始まり、12月までに各リーグごとの順位が決定し入替戦が行われた。
各地域リーグ1部の1位・2位チームによる最終決戦として、「3地域社会人リーグ順位決定戦」を2023年12月24日から2024年1月21日にかけて実施。詳細は後述「3地域社会人リーグ順位決定戦」へ。
下の表は、各地域のリーグ上位・下位を示したものであるが、他の地域とのレベルを比較したものではない（「関東社会人リーグ2部A」以下と「トップウェストCリーグ」が同じレベルという意味ではない）。
|                       | 関東ラグビーフットボール協会 北海道・東北・関東・甲信越                     | 関西ラグビーフットボール協会 北陸・東海・近畿・中国・四国                   | 九州ラグビーフットボール協会 九州・沖縄                                     |
| --------------------- | --------------------------------------------------------------------------- | --------------------------------------------------------------------------- | --------------------------------------------------------------------------- |
| 3地域 頂上決戦        | 3地域社会人リーグ順位決定戦 （各地域1部リーグの上位2チームずつ、計6チーム） | 3地域社会人リーグ順位決定戦 （各地域1部リーグの上位2チームずつ、計6チーム） | 3地域社会人リーグ順位決定戦 （各地域1部リーグの上位2チームずつ、計6チーム） |
| 各地域 1部リーグ      | トップイーストリーグ Aグループ （5チーム）                                  | トップウェスト Aリーグ （8チーム）                                          | トップキュウシュウ Aリーグ （6チーム）                                      |
|                       | 入替戦                                                                      | 入替戦                                                                      | 入替戦                                                                      |
| 地域ごとの 下位リーグ | トップイーストリーグ Bグループ （5チーム）                                  | トップウェスト Bリーグ （8チーム）                                          | トップキュウシュウ Bリーグ （4チーム）                                      |
| 地域ごとの 下位リーグ | 入替戦                                                                      | トップウェスト Bリーグ （8チーム）                                          | トップキュウシュウ Bリーグ （4チーム）                                      |
| 地域ごとの 下位リーグ | トップイーストリーグ Cグループ （8チーム）                                  | トップウェスト Bリーグ （8チーム）                                          | トップキュウシュウ Bリーグ （4チーム）                                      |
| 地域ごとの 下位リーグ | 入替戦                                                                      | トップウェスト Bリーグ （8チーム）                                          | トップキュウシュウ Bリーグ （4チーム）                                      |
| 地域ごとの 下位リーグ | 関東社会人リーグ 1部 （8チーム）                                            | トップウェスト Bリーグ （8チーム）                                          | トップキュウシュウ Bリーグ （4チーム）                                      |
| 地域ごとの 下位リーグ | 入替戦                                                                      | 入替戦                                                                      | トップキュウシュウ Bリーグ （4チーム）                                      |
| 地域ごとの 下位リーグ | 関東社会人リーグ 2部A （7チーム）                                           | トップウェスト Cリーグ （8チーム）                                          | トップキュウシュウ Bリーグ （4チーム）                                      |
| 地域ごとの 下位リーグ | 入替戦                                                                      | トップウェスト Cリーグ （8チーム）                                          | トップキュウシュウ Bリーグ （4チーム）                                      |
| 地域ごとの 下位リーグ | 関東社会人リーグ 2部B （8チーム）                                           | トップウェスト Cリーグ （8チーム）                                          | トップキュウシュウ Bリーグ （4チーム）                                      |
| 地域ごとの 下位リーグ | 入替戦                                                                      | トップウェスト Cリーグ （8チーム）                                          | トップキュウシュウ Bリーグ （4チーム）                                      |
| 地域ごとの 下位リーグ | 関東社会人リーグ 3部 （6チーム）                                            | トップウェスト Cリーグ （8チーム）                                          | トップキュウシュウ Bリーグ （4チーム）                                      |

## リーグワンへの参入
地域リーグは、その上位リーグとなる全国社会人のジャパンラグビーリーグワンとの入替戦や交流戦は行われない。地域リーグは関東協会・関西協会・九州協会の主催であり、リーグワンは一般社団法人ジャパンラグビーリーグワンの主催である。
リーグワンへの参入を希望する場合は、その募集があるまで（空きが出るまで）待たなければならない。リーグワンDIVISION3（3部）は、2年度目2022-23シーズンから1チームが欠け、奇数の5チーム体制となっており対戦日程に不便さが生じた。
2年度目2023年に、ジャパンラグビーリーグワンは、4年度目の2024-25シーズンからDIVISION3（3部）へ参入するチームを募集した。新たな参入を1チームまたは3チームにして、DIVISION3を偶数チーム数へと改善することが明かされた。
以下の5チームが参入希望を表明し、2024年1月31日にその最終審査結果が発表された。
- ルリーロ福岡（トップキュウシュウAリーグ） - 参入決定
- ヤクルトレビンズ（トップイーストAグループ） - 参入決定
- セコムラガッツ （トップイーストAグループ）- 参入決定
- 秋田ノーザンブレッツRFC（トップイーストAグループ） - 参入ならず
- 日立Sun Nexus茨城（トップイーストBグループ） - 2023年9月末に基準外の判定となった[3]

### リーグワン参入に伴う昇格
トップイーストAから2チームが抜けるため、2024年度ではトップイーストA・B・C・関東社会人1部でそれぞれ2チームずつが「昇格」。
トップイーストAからBへの降格が決まっていた横河武蔵野アトラスターズは、Aに残留することになった。入替戦で敗れて昇格を逃し残留となっていたBの日立Sun Nexus茨城、CのLION FANGS・大塚刷毛製造も、「昇格」へと変更された。
関東社会人1部の上位2チームJR東日本・警視庁も、入替戦での敗北で残留となっていたが、「トップイーストCへの昇格」に変更された。

## トップイーストリーグ
関東ラグビーフットボール協会が主催。

### 春季交流戦トーナメント
- 開催期間：2023年5月14日 - 6月24日
- 最終順位[7][8]
  - 1位: 東京ガス
  - 2位: 日立Sun Nexus茨城
  - 3位: セコムラガッツ
  - 4位: ヤクルトレビンズ

### Aグループ
開催期間：2023年9月9日 - 12月9日
| 順位 | チーム                                         | 試合 | 勝 | 分 | 負 | 得点 | 失点 | 得失 | 勝点 |                                                                          |
| ---- | ---------------------------------------------- | ---- | -- | -- | -- | ---- | ---- | ---- | ---- | ------------------------------------------------------------------------ |
| 1    | ヤクルトレビンズ                               | 8    | 7  | 0  | 1  | 243  | 136  | +107 | 33   | 3地域社会人リーグ順位決定戦へ進出 JAPAN RUGBY LEAGUE ONE DIVISION3へ参入 |
| 2    | セコムラガッツ                                 | 8    | 5  | 0  | 3  | 291  | 122  | +169 | 27   | 3地域社会人リーグ順位決定戦へ進出 JAPAN RUGBY LEAGUE ONE DIVISION3へ参入 |
| 3    | 東京ガス                                       | 8    | 4  | 1  | 3  | 270  | 225  | +45  | 21   |                                                                          |
| 4    | 横河武蔵野アトラスターズ                       | 8    | 2  | 0  | 6  | 151  | 304  | -153 | 8    | Bグループ2位と入替戦へ → 降格 (※ 後に「残留」へ変更)                     |
| 5    | 秋田ノーザンブレッツラグビーフットボールクラブ | 8    | 1  | 1  | 6  | 155  | 313  | -158 | 7    | Bグループ1位と入替戦へ → 残留                                            |

※ 横河武蔵野アトランターズは入替戦で負けたためBグループへの降格が決まったが、Aグループから2チームがリーグワンへ抜けたため、「Aグループ残留」へと変更された。

### Bグループ
開催期間：2023年9月10日 - 12月10日
クリーンファイターズ山梨・明治安田生命ホーリーズの順位は勝ち点同じのため直接対決での勝ち点による。
| 順位 | チーム                                             | 試合 | 勝 | 分 | 負 | 得点 | 失点 | 得失 | 勝点 |                                                      |
| ---- | -------------------------------------------------- | ---- | -- | -- | -- | ---- | ---- | ---- | ---- | ---------------------------------------------------- |
| 1    | 日立Sun Nexus茨城                                  | 8    | 7  | 0  | 1  | 253  | 156  | +97  | 31   | Aグループ5位と入替戦へ → 残留 (※ 後に「昇格」へ変更) |
| 2    | 丸和運輸機関AZ-MOMOTARO'S                          | 8    | 5  | 0  | 3  | 252  | 183  | +69  | 24   | Aグループ4位と入替戦へ → 昇格                        |
| 3    | 富士フイルムビジネスイノベーショングリーンエルクス | 8    | 4  | 0  | 4  | 231  | 215  | +16  | 19   |                                                      |
| 4    | クリーンファイターズ山梨                           | 8    | 2  | 0  | 6  | 169  | 294  | -125 | 9    | Cグループ2位と入替戦へ → 残留                        |
| 5    | 明治安田生命ホーリーズ                             | 8    | 2  | 0  | 6  | 193  | 250  | -57  | 9    | Cグループ1位と入替戦へ → 残留                        |

※ 日立Sun Nexus茨城は入替戦で負けたためBグループ残留が決まったが、Aグループから2チームがリーグワンへ抜けたため、「Aグループへの昇格」へと変更された。

### Cグループ
開催期間：2023年9月3日 - 12月10日
| 順位 | チーム                             | 試合 | 勝 | 分 | 負 | 得点 | 失点 | 得失 | 勝点 |                                                    |
| ---- | ---------------------------------- | ---- | -- | -- | -- | ---- | ---- | ---- | ---- | -------------------------------------------------- |
| 1    | LION FANGS                         | 7    | 6  | 0  | 1  | 238  | 121  | +117 | 27   | Bグループ5位と入替戦 → 残留 (※ 後に「昇格」へ変更) |
| 2    | 大塚刷毛製造                       | 7    | 5  | 0  | 2  | 191  | 147  | +44  | 22   | Bグループ4位と入替戦 → 残留 (※ 後に「昇格」へ変更) |
| 3    | ワセダクラブTOP RUSHERS            | 7    | 5  | 0  | 2  | 126  | 159  | -33  | 20   |                                                    |
| 4    | BIG BLUES                          | 7    | 4  | 0  | 3  | 155  | 166  | -11  | 18   |                                                    |
| 5    | あいおいニッセイ同和損保タフウルズ | 7    | 3  | 0  | 4  | 149  | 192  | -43  | 13   |                                                    |
| 6    | 船岡自衛隊ワイルドボアーズ         | 7    | 2  | 0  | 5  | 170  | 182  | -12  | 12   |                                                    |
| 7    | サントリーフーズサンデルフィス     | 7    | 2  | 0  | 5  | 174  | 216  | -42  | 10   | 関東1部リーグ2位と入替戦 → 残留                    |
| 8    | 日本航空JAL WINGS                  | 7    | 1  | 0  | 6  | 147  | 167  | -20  | 7    | 関東1部リーグ1位と入替戦 → 残留                    |

※ LION FANGS・大塚刷毛製造は、入替戦で負けたためCグループ残留が決まったが、Aグループから2チームがリーグワンへ抜けたため、各グループとも2チームずつ昇格扱いされ、「Bグループへの昇格」へと変更された。

### トップイーストリーグ入替戦
開催期間：2023年12月23日-24日
| 2023年12月23日 12:00 | サントリーフーズサンデルフィス （Cグループ7位） | 39 - 17 | 警視庁 （関東社会人1部2位） | 小田原市城山陸上競技場, 神奈川県小田原市 観客数: 150人 レフリー: 加納孝紘(関東ラグビー協会) |
| 2023年12月23日 12:00 | Report                                          |         |                             | 小田原市城山陸上競技場, 神奈川県小田原市 観客数: 150人 レフリー: 加納孝紘(関東ラグビー協会) |

- サントリーフーズサンデルフィスはCグループに残留。警視庁は関東社会人1部に残留が決まったが、後にトップイーストから2チームがリーグワンへ抜けたため、「トップイーストリーグCグループへの昇格」に変更された。

| 2023年12月24日 13:00 | 秋田ノーザンブレッツラグビーフットボールクラブ （Aグループ5位） | 33 - 27 | 日立Sun Nexus茨城 （Bグループ2位） | 釜石鵜住居復興スタジアム, 岩手県釜石市 観客数: 100人 レフリー: 渡邊大介(関東ラグビー協会) |
| 2023年12月24日 13:00 | Report                                                          |         |                                    | 釜石鵜住居復興スタジアム, 岩手県釜石市 観客数: 100人 レフリー: 渡邊大介(関東ラグビー協会) |

- 秋田ノーザンブレッツラグビーフットボールクラブはAグループに残留、日立Sun Nexus茨城はBグループに残留が決まったが、Aグループから2チームがリーグワンへ抜けたため、「Aグループへの昇格」に変更された。

| 2023年12月24日 13:00 | 横河武蔵野アトラスターズ （Aグループ4位） | 30 - 34 | 丸和運輸機関AZ-MOMOTARO'S （Bグループ2位） | 横河電機武蔵野グラウンド, 東京都武蔵野市 観客数: 200人 レフリー: 渡邉敬弘(関東ラグビー協会) |
| 2023年12月24日 13:00 | Report                                    |         |                                            | 横河電機武蔵野グラウンド, 東京都武蔵野市 観客数: 200人 レフリー: 渡邉敬弘(関東ラグビー協会) |

- 丸和運輸機関AZ-MOMOTARO'SはAグループへ昇格。横河武蔵野アトラスターズはBグループへ降格が決まったが、Aグループから2チームがリーグワンへ抜けたため、「Aグループ残留」に変更された。

| 2023年12月24日 13:00 | クリーンファイターズ山梨 （Bグループ4位） | 67 - 17 | 大塚刷毛製造 （Cグループ2位） | 御勅使南公園ラグビー場, 山梨県南アルプス市 観客数: 100人 レフリー: 岡崎延也(関東ラグビー協会) |
| 2023年12月24日 13:00 | Report                                    |         |                               | 御勅使南公園ラグビー場, 山梨県南アルプス市 観客数: 100人 レフリー: 岡崎延也(関東ラグビー協会) |

- クリーンファイターズ山梨はBグループ残留。大塚刷毛製造はCグループ残留が決まったが、Aグループから2チームがリーグワンへ抜けたため、「Bグループへ昇格」に変更された。

| 2023年12月24日 13:00 | 明治安田生命ホーリーズ （Bグループ5位） | 28 - 16 | LION FANGS （Cグループ1位） | 明治安田生命グリーンランド, 東京都八王子市 観客数: 150人 レフリー: 鈴木賢(関東ラグビー協会) |
| 2023年12月24日 13:00 | Report                                  |         |                             | 明治安田生命グリーンランド, 東京都八王子市 観客数: 150人 レフリー: 鈴木賢(関東ラグビー協会) |

- 明治安田生命ホーリーズはBグループ残留、LION FANGSはCグループ残留が決まったが、Aグループから2チームがリーグワンへ抜けたため、「Bグループへ昇格」に変更された。

| 2023年12月24日 13:00 | 日本航空JAL WINGS （Cグループ8位） | 33 - 10 | JR東日本 （関東社会人1部1位） | ブリオベッカ浦安, 千葉県浦安市 観客数: 400人 レフリー: 東克己(関東ラグビー協会) |
| 2023年12月24日 13:00 | Report                             |         |                               | ブリオベッカ浦安, 千葉県浦安市 観客数: 400人 レフリー: 東克己(関東ラグビー協会) |

- 日本航空JAL WINGSはCグループに残留。JR東日本は関東社会人1部に残留が決まったが、トップイーストリーグから2チームがリーグワンへ抜けたため、「トップイーストリーグCグループへ昇格」に変更された。

## 関東社会人リーグ
関東ラグビーフットボール協会が主催。

### 1部
開催期間：2023年9月3日 - 12月3日。
| 順位 | チーム                     | 試合 | 勝 | 分 | 負 | 得点 | 失点 | 得失 | 勝点 |                                                            |
| ---- | -------------------------- | ---- | -- | -- | -- | ---- | ---- | ---- | ---- | ---------------------------------------------------------- |
| 1    | JR東日本                   | 7    | 7  | 0  | 0  | 324  | 72   | +252 | 33   | トップイーストリーグ入替戦へ → 残留 (※ 後に「昇格」へ変更) |
| 2    | 警視庁                     | 7    | 6  | 0  | 1  | 247  | 128  | +119 | 29   | トップイーストリーグ入替戦へ → 残留 (※ 後に「昇格」へ変更) |
| 3    | 習志野自衛隊PARATROOPS     | 7    | 5  | 0  | 2  | 197  | 72   | +125 | 24   |                                                            |
| 4    | MSM Steelers               | 7    | 4  | 0  | 3  | 154  | 162  | -8   | 16   |                                                            |
| 5    | 東京消防庁                 | 7    | 2  | 0  | 5  | 128  | 213  | -85  | 11   |                                                            |
| 6    | JRC RFC                    | 7    | 2  | 0  | 5  | 121  | 255  | -134 | 10   |                                                            |
| 7    | ブリヂストンレッドアローズ | 7    | 1  | 0  | 6  | 109  | 214  | -105 | 6    |                                                            |
| 8    | SOMPOレッズ                | 7    | 1  | 0  | 6  | 135  | 299  | -164 | 6    | 1部－2部A入替戦へ → 残留                                   |

※ JR東日本・警視庁は残留で決まっていたが、トップイーストから2チームがリーグワンへ抜けたため、「トップイーストリーグCグループへの昇格」へと変更された。

### 2部Aリーグ
開催期間：2023年9月2日 - 12月3日。横浜市消防局が不参加。
| 順位 | チーム                   | 試合 | 勝 | 分 | 負 | 得点 | 失点 | 得失 | 勝点 |                            |
| ---- | ------------------------ | ---- | -- | -- | -- | ---- | ---- | ---- | ---- | -------------------------- |
| 1    | しおどめR.F.C            | 6    | 6  | 0  | 0  | 181  | 47   | +134 | 30   | 1部－2部A 入替戦へ → 残留  |
| 2    | MUFG R.F.C               | 6    | 4  | 1  | 1  | 162  | 124  | +38  | 24   |                            |
| 3    | 東京海上日動             | 6    | 4  | 0  | 2  | 227  | 138  | +89  | 22   |                            |
| 4    | MSラガークラブ           | 6    | 3  | 1  | 2  | 141  | 140  | +1   | 18   |                            |
| 5    | TOPPAN                   | 6    | 2  | 0  | 4  | 105  | 108  | -3   | 15   |                            |
| 6    | 双日ブルーアローズ       | 6    | 1  | 0  | 5  | 120  | 222  | -102 | 11   |                            |
| 7    | 曙光戸田オーバーザトップ | 6    | 0  | 0  | 6  | 75   | 220  | -145 | 6    | 2部A－2部B 入替戦へ → 降格 |

### 2部Bリーグ
開催期間：2023年9月3日 - 12月9日。
| 順位 | チーム                    | 試合 | 勝 | 分 | 負 | 得点 | 失点 | 得失 | 勝点 |                                       |
| ---- | ------------------------- | ---- | -- | -- | -- | ---- | ---- | ---- | ---- | ------------------------------------- |
| 1    | OC.RFC                    | 7    | 7  | 0  | 0  | 419  | 128  | +291 | 34   | 2部A－2部B 入替戦へ → 昇格            |
| 2    | Musashino Knights RFC     | 7    | 6  | 0  | 1  | 304  | 129  | +175 | 32   |                                       |
| 3    | みずほFG                  | 7    | 5  | 0  | 2  | 153  | 143  | +10  | 26   |                                       |
| 4    | 三菱地所                  | 7    | 4  | 0  | 3  | 197  | 212  | -15  | 24   |                                       |
| 5    | MMC                       | 7    | 2  | 0  | 5  | 148  | 245  | -97  | 16   |                                       |
| 6    | BIPROGYバイパーズ         | 7    | 2  | 0  | 5  | 166  | 320  | -154 | 14   |                                       |
| 7    | NF RFC'07                 | 7    | 0  | 0  | 7  | 102  | 332  | -230 | 7    |                                       |
| 8    | NTT日比谷サンシャイナーズ | 7    | 2  | 0  | 5  | 153  | 143  | +10  | 13   | 大会規定により最下位（3部へ自動降格） |

- NTT日比谷サンシャイナーズは、不戦敗2試合などにより最下位。3部へ自動降格のため入替戦は実施しない。3部1位チームである前田道路ブラストエレファンツは2部Bリーグへ自動昇格[22]。

### 3部
開催期間：2023年9月30日 - 11月26日。
| 順位 | チーム                       | 試合 | 勝 | 分 | 負 | 得点 | 失点 | 得失 | 勝点 |                |
| ---- | ---------------------------- | ---- | -- | -- | -- | ---- | ---- | ---- | ---- | -------------- |
| 1    | 前田道路ブラストエレファンツ | 3    | 3  | 0  | 0  | 98   | 15   | +83  | 15   | 2部Bへ自動昇格 |
| 2    | 三井住友FG                   | 3    | 2  | 0  | 1  | 38   | 19   | +19  | 10   |                |
| 3    | 博報堂RED HILLS              | 3    | 1  | 0  | 2  | 29   | 63   | -34  | 7    |                |
| 4    | 兼松                         | 3    | 0  | 0  | 3  | 5    | 73   | -68  | 1    |                |
| ‐    | やまびこ                     |      |    |    |    |      |      |      |      |                |
| ‐    | IHI                          |      |    |    |    |      |      |      |      |                |

- やまびことIHIは、大会不参加。
- 前田道路ブラストエレファンツは、2部B最下位チームが自動降格により、入替戦なしで2部Bへ自動昇格。

### 関東社会人リーグ入替戦
開催日：2023年12月17日・23日
| 2023年12月17日 13:00 | SOMPOレッズ （関東1部8位） | 勝 - 負 | しおどめR.F.C （関東2部A1位） | 損保ジャパン守谷, 茨城県守谷市 |
| 2023年12月17日 13:00 |                            |         |                               | 損保ジャパン守谷, 茨城県守谷市 |

- 両チームとも残留。

| 2023年12月23日 13:00 | 曙光戸田オーバーザトップ （関東2部A7位） | 7 - 62 | OC.RFC （関東2部B1位） | 大宮けんぽグラウンド, 埼玉県さいたま市西区 |
| 2023年12月23日 13:00 |                                          |        |                        | 大宮けんぽグラウンド, 埼玉県さいたま市西区 |

- 曙光戸田オーバーザトップは2部Bへ降格、OC.RFCは2部Aへ昇格。

#### 2部B－3部 入替戦
- NTT日比谷サンシャイナーズは不戦敗等により最下位(下部リーグ自動降格)のため入替戦は実施せず、3部1位チームである前田道路ブラストエレファンツが2部Bリーグへ自動昇格。

## トップウェスト
関西ラグビーフットボール協会が主催。

### Aリーグ
開催期間：2023年9月23日 - 11月25日
| 順位 | チーム                   | 試合 | 勝 | 分 | 負 | 得点 | 失点 | 得失 | 勝点 |                                   |
| ---- | ------------------------ | ---- | -- | -- | -- | ---- | ---- | ---- | ---- | --------------------------------- |
| 1    | 大阪府警察               | 7    | 6  | 0  | 1  | 296  | 131  | +165 | 29   | 3地域社会人リーグ順位決定戦へ進出 |
| 2    | 島津製作所Breakers       | 7    | 6  | 0  | 1  | 230  | 117  | +113 | 29   | 3地域社会人リーグ順位決定戦へ進出 |
| 3    | 中部電力                 | 7    | 6  | 0  | 1  | 216  | 122  | +94  | 26   |                                   |
| 4    | 関西丸和ロジスティックス | 7    | 2  | 0  | 5  | 169  | 147  | +22  | 13   |                                   |
| 5    | JR西日本レイラーズ       | 7    | 3  | 0  | 4  | 170  | 260  | -90  | 13   |                                   |
| 6    | Daigas Struggers         | 7    | 2  | 0  | 5  | 161  | 166  | -5   | 12   |                                   |
| 7    | 豊田通商BLUE WING        | 7    | 3  | 0  | 4  | 125  | 240  | -115 | 12   | A・Bリーグ入替戦へ → 残留         |
| 8    | ユニチカ・フェニックス   | 7    | 0  | 0  | 7  | 106  | 290  | -184 | 1    | A・Bリーグ入替戦へ → 残留         |

### A・Bリーグ入替戦
開催日：2023年12月9日
| 2023年12月9日 12:00 | ユニチカ・フェニックス （Aリーグ8位） | 49 - 10 | きんでん （Bリーグ1位） | JR西日本神戸総合グラウンド, 兵庫県神戸市 レフリー: 下田紘朗(関西協会) |
| 2023年12月9日 12:00 | Report                                |         |                         | JR西日本神戸総合グラウンド, 兵庫県神戸市 レフリー: 下田紘朗(関西協会) |

- 両チームとも残留。

| 2023年12月9日 14:00 | 豊田通商BLUE WING （Aリーグ7位） | 52 - 13 | 三菱自動車京都 （Bリーグ2位） | JR西日本神戸総合グラウンド, 兵庫県神戸市 レフリー: 木村正彦(関西協会) |
| 2023年12月9日 14:00 | Report                           |         |                               | JR西日本神戸総合グラウンド, 兵庫県神戸市 レフリー: 木村正彦(関西協会) |

- 両チームとも残留。

### Bリーグ
開催期間：2023年9月23日 - 11月25日
| 順位 | チーム                             | 試合 | 勝 | 分 | 負 | 得点 | 失点 | 得失 | 勝点 |                           |
| ---- | ---------------------------------- | ---- | -- | -- | -- | ---- | ---- | ---- | ---- | ------------------------- |
| 1    | きんでん                           | 7    | 6  | 0  | 1  | 394  | 127  | +267 | 30   | A・Bリーグ入替戦へ → 残留 |
| 2    | 三菱自動車京都                     | 7    | 6  | 0  | 1  | 407  | 146  | +261 | 30   | A・Bリーグ入替戦へ → 残留 |
| 3    | リコージャパンBLACK AEGIS          | 7    | 6  | 0  | 1  | 351  | 106  | +245 | 29   |                           |
| 4    | 三菱自動車倉敷キングフィッシャーズ | 7    | 3  | 1  | 3  | 180  | 244  | -64  | 14   |                           |
| 5    | JR東海                             | 7    | 3  | 0  | 4  | 150  | 225  | -75  | 13   |                           |
| 6    | 日本新薬OWLSTARS                   | 7    | 2  | 0  | 5  | 121  | 318  | -197 | 10   |                           |
| 7    | 大阪教員団                         | 7    | 1  | 1  | 5  | 148  | 310  | -162 | 8    | B・Cリーグ入替戦へ → 残留 |
| 8    | MUFGレッドブルズ                   | 7    | 0  | 0  | 7  | 83   | 358  | -275 | 1    | B・Cリーグ入替戦へ → 降格 |

### B・Cリーグ入替戦
開催日：2023年12月9日
| 2023年12月9日 12:00 | MUFGレッドブルズ （Bリーグ8位） | 28 - 29 | 三菱電機メルコダイヤモンズ （Cリーグ1位） | JR西日本神戸総合グラウンド, 兵庫県神戸市 |
| 2023年12月9日 12:00 |                                 |         |                                           | JR西日本神戸総合グラウンド, 兵庫県神戸市 |

- MUFGレッドブルズはCリーグへ降格、三菱電機メルコダイヤモンズはBリーグへ昇格。

| 2023年12月9日 14:00 | 大阪教員団 （Bリーグ7位） | 23 - 21 | K-POWERS （Cリーグ2位） | 大枝公園, 大阪府守口市 |
| 2023年12月9日 14:00 |                           |         |                         | 大枝公園, 大阪府守口市 |

- 両チームとも残留。

### Cリーグ
開催期間：2023年9月9日 - 11月26日
| 順位 | チーム                     | 試合 | 勝 | 分 | 負 | 得点 | 失点 | 得失 | 勝点 |                           |
| ---- | -------------------------- | ---- | -- | -- | -- | ---- | ---- | ---- | ---- | ------------------------- |
| 1    | 三菱電機メルコダイヤモンズ | 7    | 6  | 0  | 1  | 372  | 177  | +195 | 32   | B・Cリーグ入替戦へ → 昇格 |
| 2    | K-POWERS                   | 7    | 6  | 0  | 1  | 282  | 57   | +225 | 31   | B・Cリーグ入替戦へ → 残留 |
| 3    | 大阪市消防局               | 7    | 5  | 0  | 2  | 281  | 108  | +173 | 24   |                           |
| 4    | 守口市門真市消防組合       | 7    | 3  | 0  | 4  | 173  | 196  | -23  | 15   |                           |
| 5    | KOMATSU Yellow Bulls       | 7    | 3  | 0  | 4  | 72   | 191  | -119 | 14   |                           |
| 6    | 善通寺自衛隊               | 7    | 3  | 0  | 4  | 112  | 232  | -120 | 9    |                           |
| 7    | 川崎重工                   | 7    | 1  | 0  | 6  | 68   | 253  | -185 | 5    |                           |
| 8    | 大阪市教職員               | 7    | 1  | 0  | 6  | 89   | 235  | -146 | 5    |                           |

- 大阪市教職員は、棄権試合があるため、勝ち点にかかわらず最下位。

## トップキュウシュウ
九州ラグビーフットボール協会が主催。

### Aリーグ
開催期間：2023年9月9日 - 10月29日
| 順位 | チーム                | 試合 | 勝 | 分 | 負 | 得点 | 失点 | 得失 | 勝点 |                                                                          |
| ---- | --------------------- | ---- | -- | -- | -- | ---- | ---- | ---- | ---- | ------------------------------------------------------------------------ |
| 1    | ルリーロ福岡          | 5    | 5  | 0  | 0  | 185  | 40   | +145 | 22   | 3地域社会人リーグ順位決定戦へ進出 JAPAN RUGBY LEAGUE ONE DIVISION3へ参入 |
| 2    | 日本製鉄八幡          | 5    | 3  | 0  | 2  | 191  | 102  | +89  | 15   | 3地域社会人リーグ順位決定戦へ進出                                        |
| 3    | 安川電機              | 5    | 3  | 0  | 2  | 190  | 166  | +24  | 15   |                                                                          |
| 4    | JR九州サンダース      | 5    | 3  | 0  | 2  | 134  | 116  | +18  | 14   |                                                                          |
| 5    | FFGブルーグルーパーズ | 5    | 1  | 0  | 4  | 80   | 206  | -126 | 4    | A・Bリーグ入替戦へ → 残留                                                |
| 6    | 三菱重工長崎          | 5    | 0  | 0  | 5  | 88   | 238  | -150 | 0    | A・Bリーグ入替戦へ → 残留                                                |

#### Aリーグ順位決定戦
開催期間：2023年11月11日 - 11月25日
Aリーグ上位3チーム総当たり戦、Aリーグ下位3チーム総当たり戦を実施。リーグ順位どおりの結果のため、順位表は割愛。

### Bリーグ
開催期間：2023年9月3日 - 10月28日
| 順位 | チーム                | 試合 | 勝 | 分 | 負 | 得点 | 失点 | 得失 | 勝点 |                           |
| ---- | --------------------- | ---- | -- | -- | -- | ---- | ---- | ---- | ---- | ------------------------- |
| 1    | 鹿児島銀行            | 3    | 3  | 0  | 0  | 115  | 28   | +87  | 14   | A・Bリーグ入替戦へ → 残留 |
| 2    | 西日本シティ銀行      | 3    | 2  | 0  | 1  | 92   | 128  | -36  | 9    | A・Bリーグ入替戦へ → 残留 |
| 3    | 日特スパークテックWKS | 3    | 1  | 0  | 2  | 66   | 79   | -13  | 5    |                           |
| 4    | 山形屋                | 3    | 0  | 0  | 3  | 32   | 80   | -48  | 0    |                           |

#### Bリーグ順位決定戦
開催日：2023年11月26日
上位2チームによる「1・2位決定戦」、下位2チームによる「3・4位決定戦」。4位山形屋は棄権のため「3・4位決定戦」は行わなかった。1・2位ともリーグ順位どおりの結果のため、順位表は割愛。

### 入替戦
開催日：2023年12月9日・10日
| 2023年12月9日 15:00 | 三菱重工長崎 （Aリーグ6位） | 34 - 27 | 鹿児島銀行 （Bリーグ1位） | 長崎県営放虎原ラグビー場, 長崎県大村市 観客数: 80人 レフリー: 吉野滉平(九州協会) |
| 2023年12月9日 15:00 | Report                      |         |                           | 長崎県営放虎原ラグビー場, 長崎県大村市 観客数: 80人 レフリー: 吉野滉平(九州協会) |

- 両チームとも残留。

| 2023年12月10日 11:00 | FFGブルーグルーパーズ （Aリーグ・5位） | 31 - 46 | 西日本シティ銀行 （Bリーグ2位） | 鹿児島県立サッカー・ラグビー場B, 鹿児島県鹿児島市 観客数: 200人 レフリー: 辻原潤一郎(日本協会) |
| 2023年12月10日 11:00 | Report                                 |         |                                 | 鹿児島県立サッカー・ラグビー場B, 鹿児島県鹿児島市 観客数: 200人 レフリー: 辻原潤一郎(日本協会) |

- 両チームとも残留。

## 3地域社会人リーグ順位決定戦
各協会における1部リーグの1位・2位（優勝・準優勝）のチームが出場する。開催期間：2023年12月24日 - 2024年1月21日

### 出場チーム
| 地域リーグ名         | 1部の名称 | 地域リーグ結果 | チーム名           | 3地域社会人リーグ 最終結果 | 備考              |
| -------------------- | --------- | -------------- | ------------------ | -------------------------- | ----------------- |
| トップイーストリーグ | Aグループ | 優勝           | ヤクルトレビンズ   | 準優勝                     | 1回戦シード権あり |
| トップイーストリーグ | Aグループ | 準優勝         | セコムラガッツ     | 優勝                       |                   |
| トップウェスト       | Aリーグ   | 優勝           | 大阪府警察         | 3位                        | 1回戦シード権あり |
| トップウェスト       | Aリーグ   | 準優勝         | 島津製作所Breakers | 5位                        |                   |
| トップキュウシュウ   | Aリーグ   | 優勝           | ルリーロ福岡       | 4位                        |                   |
| トップキュウシュウ   | Aリーグ   | 準優勝         | 日本製鉄八幡       | 5位                        |                   |

### 試合結果

#### 1回戦
| 2023年12月24日 13:00 | ルリーロ福岡 （トップキュウシュウA優勝） | 59 - 12 | 島津製作所Breakers （トップウェストA準優勝） | JAPAN BASE, 福岡県福岡市東区 観客数: 300人 レフリー: 稲場義史(九州ラグビー協会) |
| 2023年12月24日 13:00 | Report                                   |         |                                              | JAPAN BASE, 福岡県福岡市東区 観客数: 300人 レフリー: 稲場義史(九州ラグビー協会) |

| 2023年12月24日 13:00 | セコムラガッツ （トップイーストA準優勝） | 38 - 14 | 日本製鉄八幡 （トップキュウシュウA準優勝） | セコムラグビーフィールド, 埼玉県狭山市 観客数: 500人 レフリー: 佐藤芳昭(日本ラグビー協会A) |
| 2023年12月24日 13:00 | Report                                   |         |                                            | セコムラグビーフィールド, 埼玉県狭山市 観客数: 500人 レフリー: 佐藤芳昭(日本ラグビー協会A) |

#### 2回戦
| 2024年1月7日 13:00 | ヤクルトレビンズ （トップイーストA優勝） | 14 - 13 | ルリーロ福岡 （トップキュウシュウA優勝） | ヤクルト戸田総合グラウンド, 埼玉県戸田市 観客数: 300人 レフリー: 加古大樹（関東協会） |
| 2024年1月7日 13:00 | Report                                   |         |                                          | ヤクルト戸田総合グラウンド, 埼玉県戸田市 観客数: 300人 レフリー: 加古大樹（関東協会） |

| 2024年1月7日 13:00 | セコムラガッツ （トップイーストA準優勝） | 34 - 26 | 大阪府警察 （トップウェストA優勝） | 天理親里競技場, 奈良県天理市 観客数: 500人 レフリー: 八木聖也（日本協会A） |
| 2024年1月7日 13:00 | Report                                   |         |                                    | 天理親里競技場, 奈良県天理市 観客数: 500人 レフリー: 八木聖也（日本協会A） |

#### 3位決定戦
| 2024年1月20日 11:00 | ルリーロ福岡 （トップキュウシュウA優勝） | 12-37 | 大阪府警察 （トップウェストA優勝） | 天理親里競技場, 奈良県天理市 観客数: 230人 レフリー: 下田紘朗（関西協会） |
| 2024年1月20日 11:00 | Report                                   |       |                                    | 天理親里競技場, 奈良県天理市 観客数: 230人 レフリー: 下田紘朗（関西協会） |

- 2024年1月31日に、ルリーロ福岡はジャパンラグビーリーグワン DIVISION3への参入が決まる[5]。

#### 決勝戦
| 2024年1月21日 11:00 | ヤクルトレビンズ （トップイーストA優勝） | 7-20 | セコムラガッツ （トップイーストA準優勝） | ヤクルト戸田総合グラウンド, 埼玉県戸田市 観客数: 400人 レフリー: 加古大樹（関東協会） |
| 2024年1月21日 11:00 | Report                                   |      |                                          | ヤクルト戸田総合グラウンド, 埼玉県戸田市 観客数: 400人 レフリー: 加古大樹（関東協会） |

- 2024年1月31日に、セコムラガッツとヤクルトレビンズは ジャパンラグビーリーグワン DIVISION3への参入が決まる[5]。